# St. Johannes der Täufer (Lage)

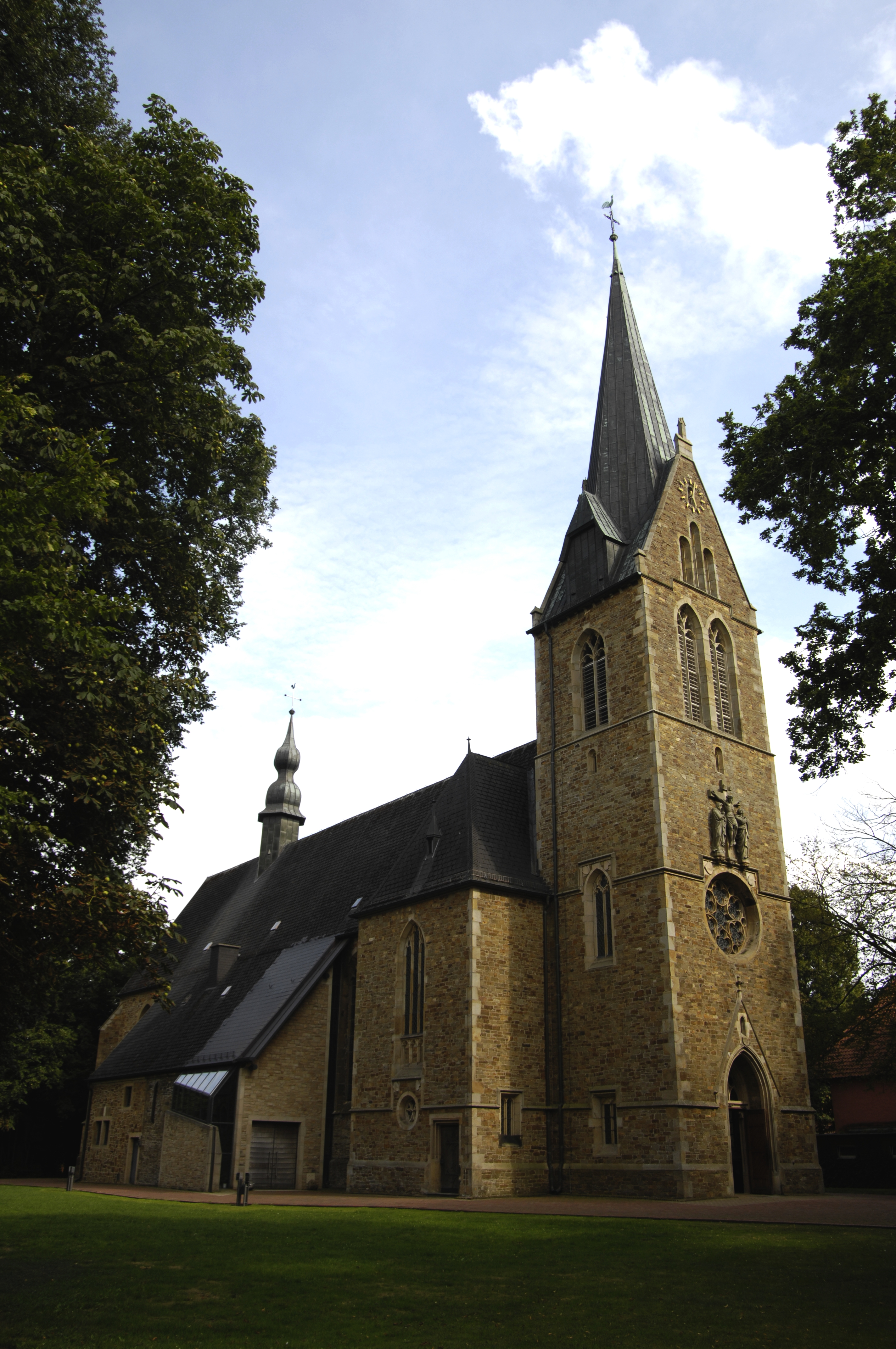
Ansicht von Nordwesten

St. Johannes der Täufer in Rieste-Lage ist die Pfarrkirche der gleichnamigen katholischen Kirchengemeinde, die dem Dekanat Osnabrück-Nord des Bistums Osnabrück angehört. Die Kirche wurde im 15. Jahrhundert erbaut und gehörte bis zu deren Aufhebung 1810 zur Kommende Lage des Johanniterordens.

## Baugeschichte und Beschreibung

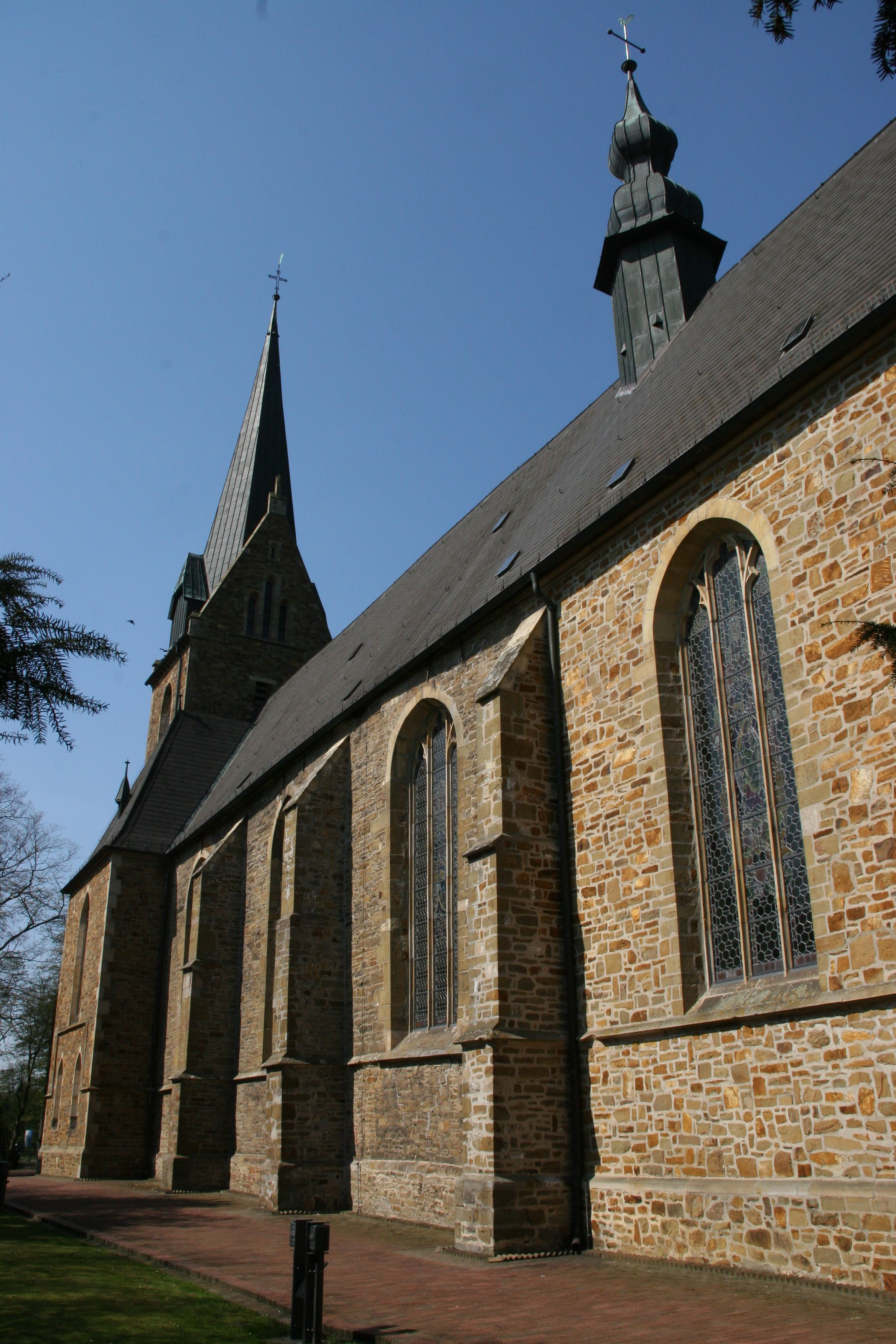
Ansicht von Südosten, rechts der 1962 angebaute Chor

Die Kirche wurde als spätgotische Saalkirche aus Bruchstein außerhalb der Komturei errichtet und 1426 geweiht. Sie bestand ursprünglich aus einem zweijochigen Langhaus und einem gerade geschlossenen Chor.
Im Zuge einer Renovierung ab 1659 wurden ein Portalanbau und ein barocker Dachreiter (auf dem östlichen Joch) hinzugefügt. Ludwig Becker und Wilhelm Sunder-Plaßmann erweiterten 1902 bis 1904 den Bau an der Westseite um ein Querschiff und einen Turm im neugotischen Stil. Ein neues Chorjoch wurde 1960 bis 1962 an der Ostseite angefügt.
Die spitzbogigen Fenster sind dreiteilig und mit Maßwerk ausgestattet. Die gotischen Sterngewölbe im alten Teil der Kirche wurden 1743 mit Stuck dekoriert, vermutlich durch Joseph Geitner, der auch in Malgarten, Iburg und Meppen tätig war.

## Ausstattung

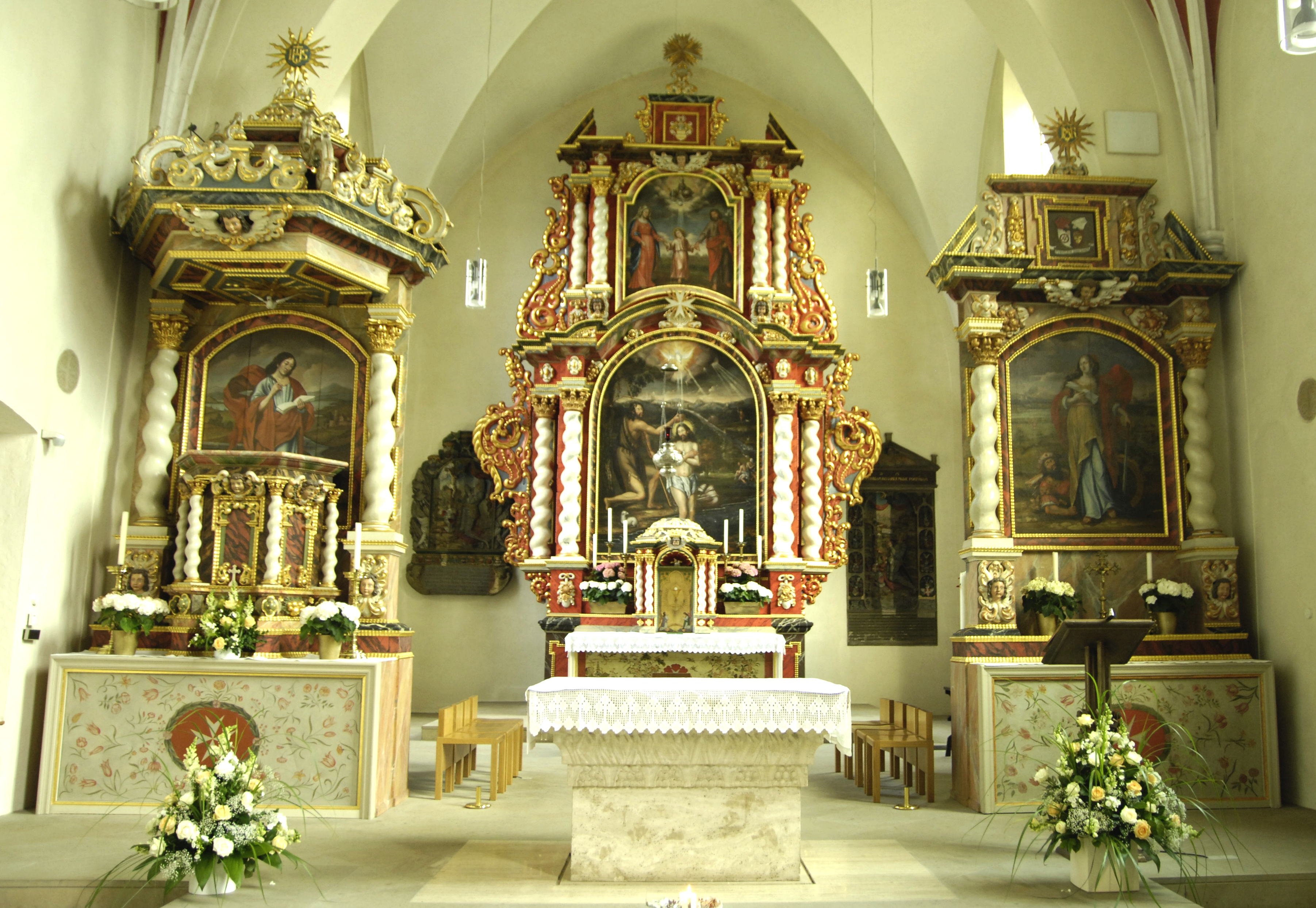
Innenansicht – Altar

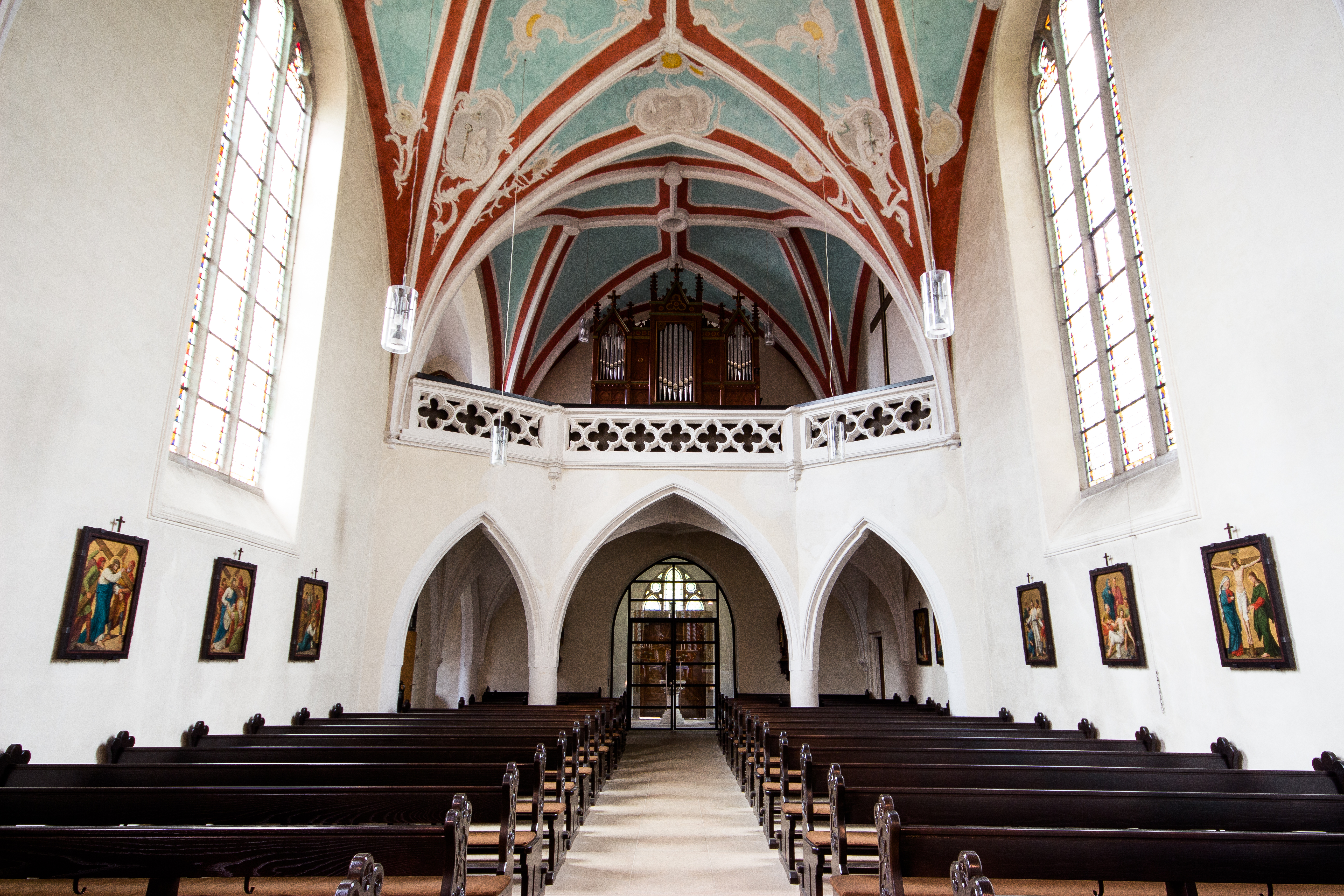
Innenansicht – Orgel

In der Kirche sind zahlreiche Kunstwerke aus der Zeit der Kommende erhalten. Ältestes Stück ist das Lager Kreuz, ein Kruzifix aus Eichenholz, das 1315 durch den Osnabrücker Bischof Engelbert II. von Weyhe geweiht wurde und als Gnadenbild dient.
Aus dem 15. Jahrhundert stammen eine Madonna aus Sandstein (um 1420–1430) und ein Fresko der Kreuztragung Christi (um 1440–1450) in der Nordwand des früheren Chorjochs. Eine Sandstein-Pietà aus dem frühen 16. Jahrhundert stammt aus der Werkstatt Evert van Rodens.
Der Hochaltar wurde 1676 durch den Apostolischen Vikar des Nordens, Valerio Maccioni, geweiht. Zwei weitere Altäre stammen aus derselben Zeit, einer davon mit eingebauter Kanzel wurde 1906 abgebrochen und 1995 rekonstruiert.

An der Ostwand befinden sich Sandstein-Epitaphe für die Komture Heinrich von Ledebur († 1577, Renaissance) und Johann Jakob von Pallandt († 1693, Barock).